# Christoffer Karlsson
Christoffer Karlsson, född 27 januari 1988, är en svensk före detta fotbollsspelare (mittfältare).

## Karriär
Karlssons moderklubb är Åtvidabergs FF. Inför säsongen 2005 skrev han på ett treårskontrakt för Djurgårdens IF och lånades därefter ut i två år i rad till Åtvidabergs FF för att få speltid. Under säsongen 2005 nådde Åtvidabergs FF final i Svenska cupen, där man förlorade mot Djurgårdens IF. Karlsson fick dock ingen speltid i finalen men satt på bänken. Eftersom Djurgårdens IF redan vunnit Allsvenskan fick Åtvidabergs FF platsen till UEFA-cupkvalet sommaren 2006, där laget lyckades ta sig vidare till huvudturneringen, men väl där inne blev det tvärstopp.
Säsongen 2007 blev det spel i Djurgårdens IF. Tidigt på sommaren 2007 skadade han sig, varpå en operation följde, vilket förstörde chanserna rejält för allsvensk debut under hösten. Det blev aldrig någon allsvensk debut säsongen 2007, däremot en cupmatch. Inför säsongen 2008 ordnades en ny utlåning till Åtvidaberg. Även för säsongen 2009 lånades Karlsson ut till Åtvidaberg. I december 2009 stod det klart att det inte blev förlängt kontrakt med Djurgården efter kontraktstidens avslut den 31 december 2009, men därefter skrev Karlsson på för just Åtvidaberg.
I juli 2013 lämnade han Åtvidabergs FF. Under hösten 2013 spelade Karlsson fyra matcher och gjorde ett mål för Grebo IK i Division 4. Inför säsongen 2014 gick han till Linköping City. Inför säsongen 2015 återvände Karlsson till Grebo IK. Han spelade 18 matcher och gjorde ett mål i Division 4 2015. Säsongen 2016 blev Grebo uppflyttade till Division 3 och Karlsson spelade 15 matcher samt gjorde ett mål. Säsongen 2017 spelade han 19 matcher och gjorde ett mål i Division 3.
Inför säsongen 2018 återvände Karlsson till Åtvidabergs FF. Efter säsongen 2018 avslutade han sin fotbollskarriär.

## Meriter
- Landskamper för Sverige: 14 P och 13 J
- Final i Svenska cupen 2005 med Åtvidabergs FF, förlust med 0–2 mot Djurgårdens IF
- UEFA-cupens första omgång 2006/2007 med Åtvidabergs FF